# 1951 v hudbě

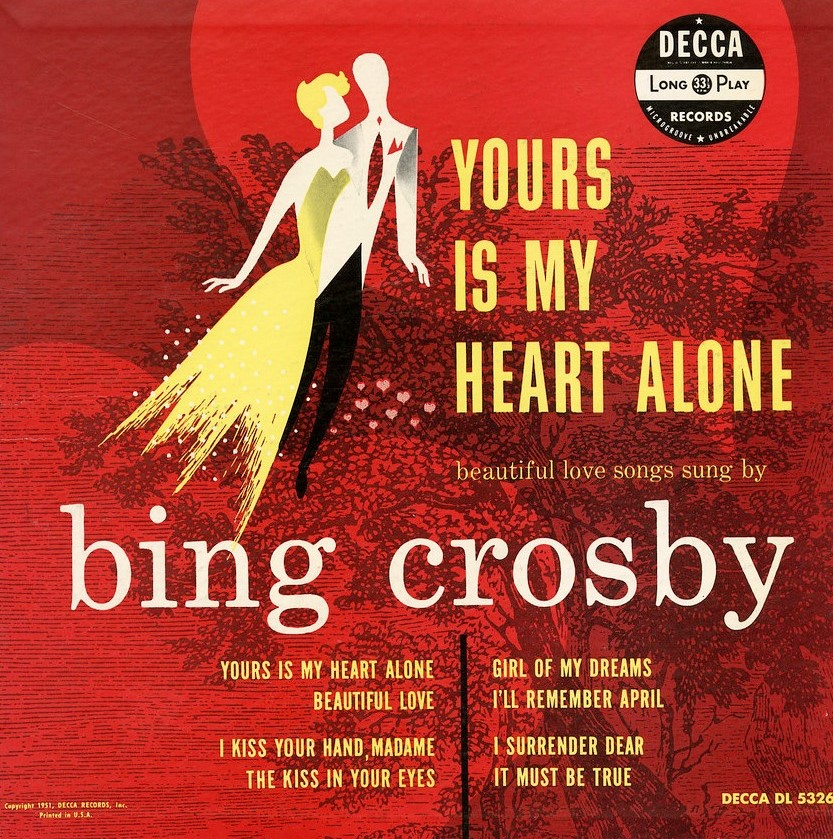
LP Album Binga Crosbyho z roku 1951

Tento článek obsahuje události související s hudbou, které proběhly v roce 1951.

## Vydaná alba
- Ballin' the Jack – Georgia Gibbs
- Beloved Hymns – Bing Crosby
- Bing and the Dixieland Bands – Bing Crosby
- Bing Sing Victor Herbert – Bing Crosby
- Country Style – Bing Crosby
- Down Memory Lane – Bing Crosby
- Folksong Favorites – Patti Page
- Go West, Young Man – Bing Crosby
- Historically Speaking – Gerry Mulligan
- Hoop-De-Doo – The Ames Brothers
- I'll See You in My Dreams – Doris Day
- In the Evening by the Moonlight – The Ames Brothers
- Lullaby of Broadway – Doris Day
- Music, Maestro Please – Frankie Laine
- On Moonlight Bay – Doris Day
- One for My Baby – Frankie Laine
- Popo – Art Pepper and Shorty Rogers
- Porgy and Bess – Various Artists
- Sentimental Me – The Ames Brothers
- Sweet Leilani – The Ames Brothers
- Teresa Brewer – Teresa Brewer
- Two Tickets to Broadway – Dinah Shore
- Way Back Home – Bing Crosby
- Wonderful Words – The Mills Brothers

## Narození
- 30. ledna – Phil Collins, člen Genesis
- 4. března – Chris Rea
- 14. června – Petar Introvič, člen Bluesberry
- 19. srpna – John Deacon, člen Queen
- 2. října – Sting, člen The Police